# Allobates masniger
Espèce
Synonymes
- Colostethus masniger Morales, 2002 "2000"

Statut de conservation UICN

 DD  : Données insuffisantes
Allobates masniger est une espèce d'amphibiens de la famille des Aromobatidae.

## Répartition
Cette espèce est endémique du bassin du rio Tapajós dans le Pará au Brésil. Elle se rencontre à 100 m d'altitude. 

## Publication originale
- Morales, 2002 "2000" : Sistemática y biogeografía del grupo trilineatus (Amphibia, Anura, Dendrobatidae, Colostethus), con descripción de once nuevas especies. Publicaciones de la Asociación de Amigos de Doñana, no 13, p. 1-59.